# Даниела Кадева
Даниела Кадева е българска състезателка по биатлон, участничка на зимните олимпийски игри във Пьонгчанг през 2018 г.

## Биография
Кадева е родена на 1 януари 1994 г. в Банско и започва кариерата си на биатлонист през 2004 г. 

## Олимпийски игри
| Игри           | Индивидуално | Спринт | Преследване | Щафета | Смесена щафета |
| -------------- | ------------ | ------ | ----------- | ------ | -------------- |
| Пьонгчанг 2018 | 53-то        | 72-ро  | -           | 16-о   | 17-о           |

## Успехи
Европейско първенство за девойки:
- 2013 Банско: 24-то място в индивидуаното
- 2018 Риднау: 21 място жени в спринта;
- 2018 Риднау: 32 място в индивидуалното;
- 2018 Риднау: 8 място в смесената щафета;